# Australisch tenniskampioenschap 1949
De 37e editie van het Australische grandslamtoernooi, het Australisch tenniskampioenschap 1949, werd gehouden van 22 tot en met 31 januari 1949. Voor de vrouwen was het de 23e editie. Het toernooi werd gespeeld op de grasbanen van het Memorial Drive Tennis Centre te Adelaide.

## Belangrijkste uitslagen
Mannenenkelspel

Finale: Frank Sedgman (Australië) won van John Bromwich (Australië) met 6-3, 6-2, 6-2
Vrouwenenkelspel

Finale: Doris Hart (VS) won van Nancye Wynne-Bolton (Australië) met 6-3, 6-4
Mannendubbelspel

Finale: John Bromwich (Australië) en Adrian Quist (Australië) wonnen van Geoffrey Brown (Australië) en Bill Sidwell (Australië) met 6-8, 7-5, 6-2, 6-3
Vrouwendubbelspel

Finale: Thelma Coyne-Long (Australië) en Nancye Wynne-Bolton (Australië) wonnen van Doris Hart (VS) en Marie Toomey (Australië) met 6-0, 6-1
Gemengd dubbelspel

Finale: Doris Hart (VS) en Frank Sedgman (Australië) wonnen van Joyce Fitch (Australië) en John Bromwich (Australië) met 6-1, 5-7, 12-10
Meisjesenkelspel

Winnares: Judy Warnock (Australië)
Meisjesdubbelspel

Winnaressen: Beryl Penrose (Australië) en J. Robbins (Australië)
Jongensenkelspel

Winnaar: Clive Wilderspin (Australië)
Jongensdubbelspel

Winnaars: John Blacklock (Australië) en Clive Wilderspin (Australië)
1905 · 1906 · 1907 · 1908 · 1909 · 1910 · 1911 · 1912 · 1913 · 1914 · 1915 · 1916–1918 · 1919 · 1920 · 1921 · 1922 · 1923 · 1924 · 1925 · 1926 · 1927 · 1928 · 1929 · 1930 · 1931 · 1932 · 1933 · 1934 · 1935 · 1936 · 1937 · 1938 · 1939 · 1940 · 1941–1945 · 1946 · 1947 · 1948 · 1949 · 1950 · 1951 · 1952 · 1953 · 1954 · 1955 · 1956 · 1957 · 1958 · 1959 · 1960 · 1961 · 1962 · 1963 · 1964 · 1965 · 1966 · 1967 · 1968
↓ open tijdperk ↓
1969 (m-v-md-vd-gd) · 1970 (m-v-md-vd) · 1971 (m-v-md-vd) · 1972 (m-v-md-vd) · 1973 (m-v-md-vd) · 1974 (m-v-md-vd) · 1975 (m-v-md-vd) · 1976 (m-v-md-vd) · jan 1977 (m-v-md-vd) · dec 1977 (m-v-md-vd) · 1978 (m-v-md-vd) · 1979 (m-v-md-vd) · 1980 (m-v-md-vd) · 1981 (m-v-md-vd) · 1982 (m-v-md-vd) · 1983 (m-v-md-vd) · 1984 (m-v-md-vd) · 1985 (m-v-md-vd) · 1986 · 1987 (m-v-md-vd-gd) · 1988 (m-v-md-vd-gd) · 1989 (m-v-md-vd-gd) · 1990 (m-v-md-vd-gd) · 1991 (m-v-md-vd-gd) · 1992 (m-v-md-vd-gd) · 1993 (m-v-md-vd-gd) · 1994 (m-v-md-vd-gd) · 1995 (m-v-md-vd-gd) · 1996 (m-v-md-vd-gd) · 1997 (m-v-md-vd-gd) · 1998 (m-v-md-vd-gd) · 1999 (m-v-md-vd-gd) · 2000 (m-v-md-vd-gd) · 2001 (m-v-md-vd-gd) · 2002 (m-v-md-vd-gd) · 2003 (m-v-md-vd-gd) · 2004 (m-v-md-vd-gd) · 2005 (m-v-md-vd-gd) · 2006 (m-v-md-vd-gd) · 2007 (m-v-md-vd-gd) · 2008 (m-v-md-vd-gd) · 2009 (m-v-md-vd-gd) · 2010 (m-v-md-vd-gd) · 2011 (m-v-md-vd-gd) · 2012 (m-v-md-vd-gd) · 2013 (m-v-md-vd-gd) · 2014 (m-v-md-vd-gd) · 2015 (m-v-md-vd-gd) · 2016 (m-v-md-vd-gd) · 2017 (m-v-md-vd-gd) · 2018 (m-v-md-vd-gd) · 2019 (m-v-md-vd-gd)  · 2020 (m-v-md-vd-gd) · 2021 (m-v-md-vd-gd) · 2022 (m-v-md-vd-gd) · 2023 (m-v-md-vd-gd) · 2024 (m-v-md-vd-gd) · 2025 (m-v-md-vd-gd)
Lijst van Australian Openwinnaars